# The Grass Is Greener
 The Grass Is Greener és una pel·lícula britànica dirigida per Stanley Donen, estrenada el 1960.

## Argument
Lord i Lady Rhyall han hagut d'obrir al públic el seu casal anglès per arrodonir els finals de mes. Viuen amb els seus dos fills en poques habitacions del castell, mentre els turistes s'empenten per la resta de la immensa casa. Lady Rhyall cultiva bolets que ven al poble, i el majordom suplica que el tornin a agafar. Un dia, un milionari americà, Charles Delacro, empeny la porta "privat" i cau sota l'encant de Lady Rhyall. Marxa a Londres, amb l'excusa d'estar amb la seva amiga Hattie i viu alguns dies de somni amb l'americà. Lord Rhyall no és ingenu, però ha de guardar-se de mostrar-se gelós. Organitza un cap de setmana al casal on els quatre protagonistes ensenyaran les cartes.

## Repartiment
- Cary Grant: Lord Victor Rhyall
- Deborah Kerr: Lady Hilary Rhyall
- Robert Mitchum: Charles Delacro
- Jean Simmons: Hattie Durant
- Moray Watson: Trevor Sellers, el majordom

## Premis i nominacions

### Nominacions
- 1961. Globus d'Or a la millor pel·lícula musical o còmica
- 1961. Globus d'Or al millor actor musical o còmic per Cary Grant